# Seznam českých šlechtických rodů, Ch
Tento seznam obsahuje výčet šlechtických rodů, které byly v minulosti spjaty s Českým královstvím Podmínkou uvedení je držba majetku, která byla v minulosti jedním z hlavních atributů šlechty, případně, zejména u šlechty novodobé, jejich služby ve státní správě na území Českého království či podnikatelské aktivity. Platí rovněž, že u šlechty, která nedržela konkrétní nemovitý majetek, jsou uvedeny celé rody, tj. rodiny, které na daném území žily alespoň po dvě generace, nejsou tudíž zahrnuti a počítáni za domácí šlechtu jednotlivci, kteří zde vykonávali pouze určité funkce (politické, vojenské apod.) po přechodnou či krátkou dobu. Nejsou rovněž zahrnuti církevní hodnostáři z řad šlechty, kteří pocházeli ze šlechtických rodů z jiných zemí.

## Ch

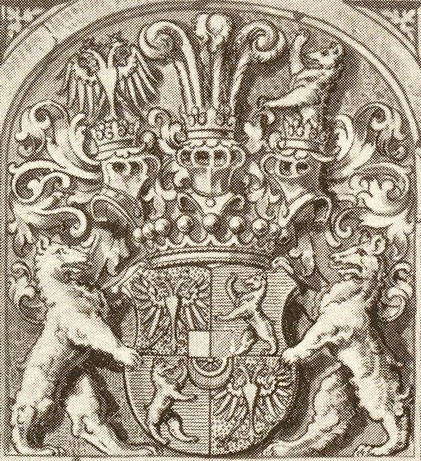
Erb rodu Chotků z Chotkova

- Chlumčanští z Přestavlk
- Chmelové ze Chmelného
- Chobotští z Ostředka[1]
- Chorinští z Ledské[2]
- z Chotěmic[1]
- Chotkové z Chotkova
- Chotouchovští z Nebovid[1]
- z Choustníka
- Chroustenští z Malovar
- Chrtové ze Rtína
- Chřínovští z Chřínova
- Chuchelští z Nestajova[1]
- z Chlumu